# Together Again (Viklický-Mraz-Album)
Together Again ist ein Jazzalbum von George Mraz und Emil Viklický. Die am 16. und 18. Januar 2013 im Realistic Sound Studio in München entstandenen Aufnahmen erschienen am 14. März 2014 auf ACT Music in der Reihe Duo Art.

## Hintergrund
Im europäischen Jazz ist die Assimilation folkloristischer Einflüsse alltäglich geworden, da die „amerikanische Umgangssprache“ – oder genauer gesagt das Great American Songbook – weniger Einfluss habe, schrieb Ian Patteron. Die Zusammenarbeit des tschechischen Pianisten Emil Viklický mit dem Bassisten George Mraz bei Morava (Fantasy/Milestone 2001 mit der Zymbalonspielerin und Sängerin Zuzana Lapčíková und Schlagzeuger Billy Hart) und Moravian Gems (Cube-Métier 2007 mit der Geigerin/Sängerin Iva Bittova und dem Schlagzeuger Laco Tropp) erkundete Material der mährischen Volksmusik im Jazzkontext. Siggi Loch ließ die beiden Musiker auf Together Again „die alte Idee im intimen Dialog“, einem Duo-Setting, wieder aufleben.
Zu dem gespielten Material gehört das romantische „Poem“ des tschechischen klassischen Komponisten Zdeněk Fibich, der ein Zeitgenosse von Antonín Dvořák, Gustav Mahler und Leoš Janáček war, von denen letzterer eine Art Muse für Viklický ist, hob Ian Patterson hervor. Zwei Kompositionen Janáčeks werden vom Pianisten neu arrangiert; „Theme from 5th Part of Sinfonietta“ (aus „Sinfonietta“, 1926) und das bluesbasierte „Thank You, Laca“. „I Saw Grey Pidgeon“ ist eine traditionelle Melodie, die der Pianist arrangierte. Das rhythmisch dynamische „Austerlitz“ ist eine der Eigenkompositionen Viklickýs, wie auch das gefühlvolle „Moon Sleeping in the Cradle“, „Up on a Fir Tree“ und das vom Blues beeinflusste „In Holomóc Town“ – mit Coll’arco-Spiel von George Mraz.
Together Again war das letzte Album, das George Mraz mit neuem Material vorlegte; der Bassist starb im September 2021 im Alter von 77 Jahren.

## Titelliste

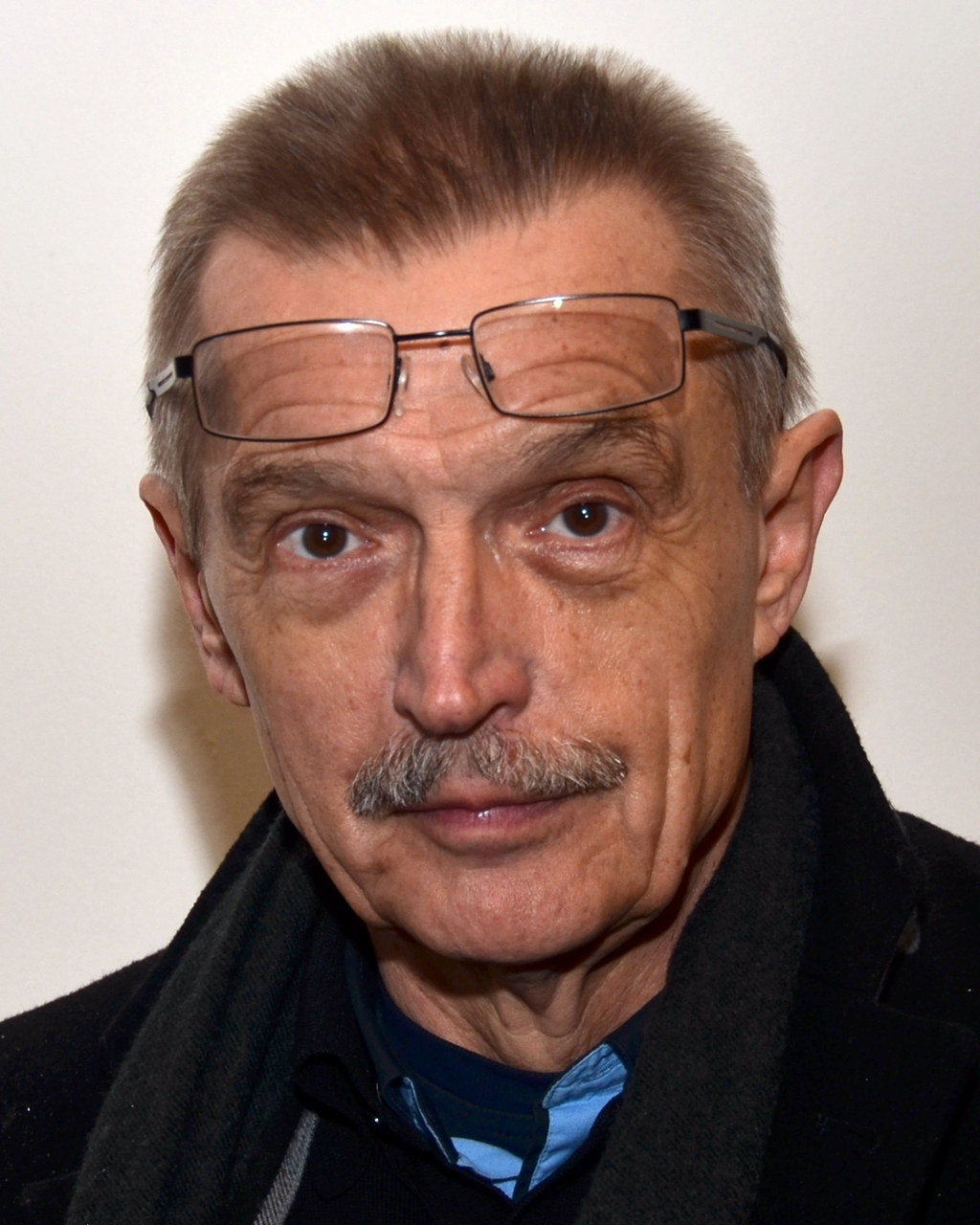
Emil Viklický (2017)

- Emil Viklický & George Mraz: Together Again (ACT ACT 9622-2)[5]

1. Dear Lover (Traditional) 2:48
2. Poem (Zdenko Fibich) 6:34
3. Theme From 5th Part of Sinfonietta (Leoš Janáček) 5:34
4. A Bird Flew By (Emil Viklický) 5:22
5. U Dunaja, U Prešpurka (Traditional) 5:32
6. Austerlitz (Emil Viklický) 3:47
7. Moon, Sleeping in the Cradle (Emil Viklický) 4:09
8. Thank You, Laca (Leoš Janáček) 4:00
9. Up on a Fir Tree (Emil Viklický) 3:21
10. I Saw a Grey Pidgeon (Traditional) 5:07
11. In Holomóc Town (Emil Viklický) 5:44

## Rezeption
Nach Ansicht von Dave Gelly, der das Album 2014 im Guardian mit vier Sternen auszeichnete, haben die Skandinavier nicht ganz das Monopol, wenn es darum geht, Jazz mit europäischen Folk-Idiomen zu verbinden. George Mraz und Emil Viklický würden schon seit Jahren ihre schöne Mischung aus Jazz und mährischer Musik kreieren, obwohl dies ihr erstes reines Duo-Album ist. In ihren Händen scheinen die beiden Idiome füreinander bestimmt. Das erste dieser elf Stücke [„Dear Lover“] könnte fast schon eine Art Blues sein. George Mraz sei einer der bekanntesten Bassisten im Jazz, während der Pianist Viklický zu den besten Filmkomponisten der Tschechischen Republik zähle. Technisch sei das Spiel der beiden einfach umwerfend.

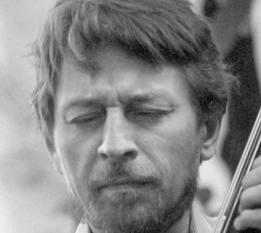
George Mraz bei einem Auftritt im Exxon Park, NYC im Juli 1983 mit dem Tommy Flanagan Trio. Photo: Brian McMillen

Nach Ansicht von Ian Patterson, der das Album in All About Jazz rezensierte, sei Together Again zweifellos eine Jazz-Aufnahme, und dies sei auch kein Wunder, denn beide Musiker hätten sich jahrzehntelang mit dem Standardrepertoire beschäftigt. Doch seit seinem Debüt V Holomóci městě (Supraphon 1978) ist mährischer Folk in der Musik des Pianisten allgegenwärtig. Viklický habe auch eine bedeutende Anzahl klassischer Werke komponiert, und es seien diese Fäden – der Swing und Blues des Jazz, mährische traditionelle Melodien und klassische Sensibilitäten –, die die Musik des Albums weitgehend bestimmen würden.